# 张孟明
張孟明（460年—496年），漢族人，生于敦煌郡。為古代高昌国的君主，他於488年至496年在位。488年（一作（491年或481年），高昌王阚首归被高車王可至羅所殺，闞氏高昌灭亡。高昌人擁立張孟明为王，控制高昌地区。496年，高昌国人将其殺害，擁立马儒为高昌王。